# Frederic Lewy
Frederic Henry Lewey (født Friedrich Heinrich Lewy, 28. januar 1885 - 5. oktober 1950) var en jødisk tyskfødt amerikansk neurolog. Han er bedst kendt for hans opdagelse af Lewy bodies hos Parkinsons patenter.